# Station Quédillac
Station Quédillac is een spoorweghalte in de Franse gemeente Quédillac. Zij wordt bediend door treinen van de TER Bretagne op het traject Rennes - Saint-Brieuc.